# Gyropsylla spegazziniana
Gyropsylla spegazziniana är en insektsart som först beskrevs av Lizer 1919.  Gyropsylla spegazziniana ingår i släktet Gyropsylla och familjen rundbladloppor. Inga underarter finns listade i Catalogue of Life.